# Jakob Wickart
Jakob Wickart (* 1609/10; † 6. März 1684 in Zug) war ein Schweizer Landvogt und Glasmaler.

## Leben und Wirken
Wickart war katholisch und stammte aus Zug. Er war Sohn von Maria Villiger und Jakob Wickart. Er war Halbbruder von Wolfgang Wickart. Er war mit Eva Widmer (Tochter von Michael Widmer) und Ursula Bengg (Tochter des Uhrmachers und Ratsherrn Paul Bengg) verheiratet.
Nach einer Ausbildung in Konstanz wirkte er als Glasmaler; er war auch Wirt. 1638 wurde er Hauptmann in fremden Diensten. Von 1642 bis 1643 war er Vogt von Cham ZG. Von 1654 bis 1656 war er eidgenössischer Landvogt im Thurgau. Von 1674 bis 1684 war er Zuger Ratsherr. Wickart wurde im Ersten Villmergerkrieg 1656 von den reformierten Orten fast neun Wochen in Gefangenschaft gehalten, in deren Verlauf er zeitweise geistig umnachtet gewesen sein soll. 1662 erhielt er von allen im Thurgau regierenden Orten eine Entschädigung.